# もうダメかもしれない
『もうダメかもしれない』は、かにかまによる日本の漫画作品。『まんがタイムきららキャラット』（芳文社）に2011年2月号から2012年5月号まで連載された。

## あらすじ
いわゆるお嬢さまの桜井のんは世間を知らない純粋さで、世界征服を目論んでは失敗する日々を送っている。

## 登場人物
桜井 のん（さくらい のん）
通称のんちゃん。世界征服を夢見る小学生。家はお金持ち。
委員長
のんのクラスの委員長。
先生
のんのクラスの担任。
山下さん
のんのクラスに来た転校生。本当は山上さん。
つなよし
のんのSP。

## 単行本
- かにかま 『もうダメかもしれない』 芳文社〈まんがタイムKRコミックス〉、既刊1巻
  1. 2011年11月26日発売 ISBN 978-4-8322-4088-9